# Хачмазский район
Хачма́зский райо́н (азерб. Xaçmaz rayonu, лезг. Хачмаз район) — район в Азербайджане. Административный центр — город Хачмаз.
На первых муниципальных выборах, проведенных в 1999 году был сформирован 61 муниципалитет. На выборах 2004 года число муниципалитетов составило 70. В 2004 году согласно межправительственному соглашению между Российской Федерацией и Азербайджаном две деревни Храхоба и Уряноба, ранее арендованные Дагестанской республикой, были возвращены в Хачмазский район.

## География
Хачмазский район граничит с Шабранским, Губинским, Гусарским районами и Российской Федерацией. Также граница района проходит по Каспийскому морю. Протяжённость границы с Россией — 14 км. Через район проходит главная магистраль и железная дорога Баку-Москва. Район находится на северо-востоке Азербайджана.
Большинство авторитетных источников, в основном советские, российские и западноевропейские, проводят границу Европа-Азия по Кумо-Манычской впадине и тем самым относят весь Кавказ, в том числе и Азербайджан, целиком к Азии, однако некоторые западные (в первую очередь американские) источники, полагающие границей Европа-Азия Большой Кавказ, относят территории к северу от этого хребта к Европе, при таком варианте границы Хачмазский район, географически располагающийся севернее Большого Кавказа, может условно относиться к европейской части Азербайджана.

## История
Хачмазский район был образован в 1930 году. 8 октября 1943 года 7 сельсоветов Хачмазского района были переданы во вновь созданный Худатский район. 4 декабря 1959 года к Хачмазскому району была присоединена большая часть Худатского района. В 1963 году район был ликвидирован, и территория его была включена в состав Губинского и Гусарского районов. В 1965 году район был восстановлен.
В 1954 году Дагестанская АССР получила от Азербайджана во временное пользование небольшую территорию для остановки перегоняемого на зимние пастбища скота. В 2010 году два села Магарамкентского района Дагестана Палыдлы и Урьян-Уба, возникшие на этих землях, отошли к Хачмазскому району Азербайджана вместе с 600 лезгинами — гражданами Российской Федерации. Кроме того, если раньше Азербайджан забирал до 90% стока реки Самур, по договору о государственной границе, который был подписан президентами России Д. Медведевым и Азербайджана И. Алиевым 3 сентября 2010 года в Баку, установилась пропорция 50% на 50%.

## Природа
В районе 8 рек и 3 искусственных озера минеральной воды. В Хачмазе присутствуют условия для охоты и рыбалки.
На территории района находится заповедник «Гулалан», зона отдыха Набрань.

## Климат
Району характерен мягкий, жаркий, полупустынный климат. Средняя температура в январе составляет 1-2 °C , +25 °C в июле. Годовое количество осадков составляет 300—400 мм.

## Административное устройство
В состав района входит два города (Хачмаз и Худат), 13 посёлков (в том числе Истису, Набрань и Шоллар), 135 сёл, в том числе Араб, Армудпадар, Гусарчай, Гюлевлю, Дедели, Джигатай, Илхычы, Каракуртлы, Кёхна Хачмаз, Нараджан, Ниязоба, Палыдлы, Урьян-Уба, Хаджилар, Чархы, Чахчахлы и Чинартала.

## Население
Плотность населения — 159 чел. на 1 км² (2014 год). Численность населения на 1 января 2014 года составила 169 тыс. человек.
Национальный состав населения Хачмазского района по данным 2009 года:
- Азербайджанцы — 115 811 чел.
- Лезгины — 24 688 чел.
- Таты — 9 108 чел.
- Турки — 4 165 чел.
- Русские — 643 чел.
- Курды — 603 чел.
- Евреи — 90 чел.
- Хиналугцы — 36 чел.
- Талыши — 36 чел.
- Украинцы — 28 чел.
- Другие — 366 чел.

## Экономика
Присутствуют залежи строительного песка и гравия.

## Образование
Насчитывается 122 общеобразовательных, 24 дошкольных учреждения. Широко распространено ковроделие. В средней школе Хачмаза функционирует факультет коврового обучения.

## Здравоохранение
В регионе действуют 91 медицинское учреждение, 2 частных клиники.

## Культура
В районе действует музей ковра, 3 дома культуры, 102 библиотеки, 44 клуба, 3 музыкальные школы, парки культуры и отдыха.

В последние годы отремонтированы дома культуры городов Хачмаз и Худат, обновлен региональный музей истории и этнографии, создан центр Гейдара Алиева и его филиалы в городе Худат и в приграничном селе Ялама.

## Достопримечательности
В селе Йергюдж находится небольшой мусульманский храм Пир Ахмедага Баба.

### Парк Ченлибель
Парк Ченлибель получил свое название в честь местечка, в котором обосновался Кёроглу, герой народного эпоса. В парке находится памятник Кероглу. На стенах парка изображены фрески со сценками из народного эпоса. В парке Ченлибель имеется фонтан в форме крана, словно повисшего в воздухе.

### Худат
Город Худат находится на территории Хачмазского района. В начале XVIII века город был столицей Губинского ханства. В 1735 году резиденция губинского хана была перенесена из Худата в Губу. В Худате имеются запасы питьевой воды.
От селения Шоллар берет свое начало Шолларский водопровод. Водопровод был введен в эксплуатацию в 1917 году. Он играет важную роль в обеспечении города Баку, питьевой водой. 
В результате проведенных археологических раскопок были найдены более 60 памятников истории и культуры: мечеть-медресе шаха Аббаса (XV-XVI вв.) в селе Гарагурдлу, мечети XIX века в селах Моруг-оба, Узун-оба, Тагар-оба, древние поселения и курганы, относящиеся к бронзовому веку вблизи поселений Моллабюрхан, Хюловлу, Гараджик, Хасангала. Мечеть Шейха Юсифа (XV век), которая является одним из ранних памятников группы мавзолеев, находится в селе Шихлар.